# Meauzac
Meauzac ist eine Gemeinde im Südwesten Frankreichs im Département Tarn-et-Garonne in der Region Okzitanien. Sie hat 1.464 Einwohner (Stand: 1. Januar 2022), gehört zum Arrondissement Castelsarrasin und ist Mitglied im Gemeindeverband Communauté de communes du Pays de Lafrançaise. Die Einwohner werden Meauzacois und Meauzacoises genannt.

## Geographie
Meauzac liegt in der Région naturelle Quercy Blanc etwa 12 Kilometer nordwestlich von Montauban am Tarn. Das Gemeindegebiet gehört zum Einzugsgebiet der Garonne und wird neben dem Tarn vom Ruisseau de Maribenne, dem Ruisseau de Guignès, dem Ruisseau de la Nauze und verschiedenen anderen kleinen Wasserläufen entwässert.
Ein Teil des Gemeindegebiets am Tarn gehört zum Naturschutzgebiet „Vallées du Tarn, de l’Aveyron, du Viaur, de l’Agout et du Gijou“ im Rahmen des Natura 2000-Netzwerks.
Umgeben wird Meauzac von den Nachbargemeinden Lafrançaise im Norden und Nordosten, Barry-d’Islemade im Osten und Südosten, La Ville-Dieu-du-Temple im Süden sowie Labastide-du-Temple im Westen.

## Geschichte
Der Ursprung von Meauzac geht auf die Zeit der römischen Besatzung zurück. Die römische Straße namens Chemin Moissagais durchquerte das Gebiet der Gemeinde entlang der heutigen Straße Boutounelle. In der Nähe von Lacaze gab es eine galloromanische Villa. Trotz der Überschwemmungsgefahr zögerten die Menschen nicht, die Ufer des Tarn für den Bau ihrer Häuser und Bauernhöfe zu besetzen. Sie wurden von der Fruchtbarkeit des Bodens angezogen. Zu dieser Zeit stellte der Tarn eine der wichtigsten Handelsrouten im Süden Galliens dar und der Verkehr war hauptsächlich landwirtschaftlich geprägt. Doch um das Jahr 407 zerstörten Vandalen das Dorf.
Im Mai 1369 kamen die Engländer in Meauzac an und belagerten die Burg. Die Einwohner nahmen Verhandlungen mit den Rittern Englands auf. Nach langen Verhandlungen einigte man sich darauf, dass die Meauzacois den Prince of Wales als ihren Herrn anerkennen würden. Unter dieser Bedingung zogen sich die Engländer zurück und ließen 20 Bewaffnete und 40 Bogenschützen zurück. Die Engländer, nunmehr die Herren von Meauzac, blieben dort 20 Jahre lang.
Die Reformation wurde früh eingeführt. Die Seigneurs von Meauzac und insbesondere Guion de Bar übernahmen die neuen Überzeugungen und befürworteten ihre Einführung. Außerdem bekannte sich die überwiegende Mehrheit der Einwohner zum reformierten Glauben. Daher ist es nicht verwunderlich, dass die katholische Kirche 1561 zerstört und einige Jahre später durch eine protestantische ersetzt wurde, die in der Nähe der Burg errichtet wurde. Nachdem die Protestanten von Montauban ihren Bischof Jacques Despres vertrieben hatten, stellte dieser eine Armee auf, um die Stadt zurückzuerobern und die Umgebung zu verwüsten. Meauzac litt unter seinen Angriffen und die Burg wurde von den Katholiken eingenommen. Aber die Montalbanais unter dem Kommando des Vicomte von Turenne, dem Anführer der Protestanten, stoppten die Expeditionen des Bischofs und kamen, um Meauzac im Mai 1575 zu belagern.
Im Jahr 1598 wurde das Edikt von Nantes erlassen, das den Protestanten die freie Ausübung ihrer Religion gewährte. Dieses Edikt beendete die Hugenottenkriege, die Meauzac 36 Jahre lang verwüstet hatten. Doch nach dem Tod Heinrichs IV. wollte König Ludwig XIII. die religiöse Einheitlichkeit. Nach einer 86-tägigen Belagerung im Jahre 1621 musste sich der König zurückziehen, ließ seine Truppen jedoch in den Nachbarstädten zurück und Meauzac erhielt eine königliche Garnison. Doch im Juni 1622 eroberten die Montalbanais Meauzac zurück. Im Juli 1625 wurde das Dorf erneut von den Truppen des Königs verwüstet.
Im Jahr 1685 gab es in Meauzac 150 Katholiken gegenüber 600 Protestanten. Die Barone von Meauzac unterstützten mit Eifer ihre Kirche und vertraten den protestantischen Kult. Doch im selben Jahr verbot die Aufhebung des Edikts von Nantes jegliche Erfahrung mit der reformierten Religion. Meauzac musste unter diesem Edikt leiden. Die protestantische Kirche wurde abgerissen, der Baron Jean de Bar wurde ins Gefängnis gesteckt und anschließend aus Frankreich ausgewiesen.
Die katholische Kirche entstand daher im 17. Jahrhundert aus ihren Ruinen und wurde mit Materialien aus dem Abriss der protestantischen Kirche errichtet. Protestanten trafen sich nunmehr an abgelegenen Orten. Gegen Ende der Herrschaft Ludwig XV. wurden die Toleranzedikte erlassen und die Reformierten von Meauzac bauten eine neue Kirche. Doch 1789 wurde diese vom Eigentümer des Grundstücks, auf dem sie gebaut wurde, verkauft und abgerissen.

## Bevölkerungsentwicklung

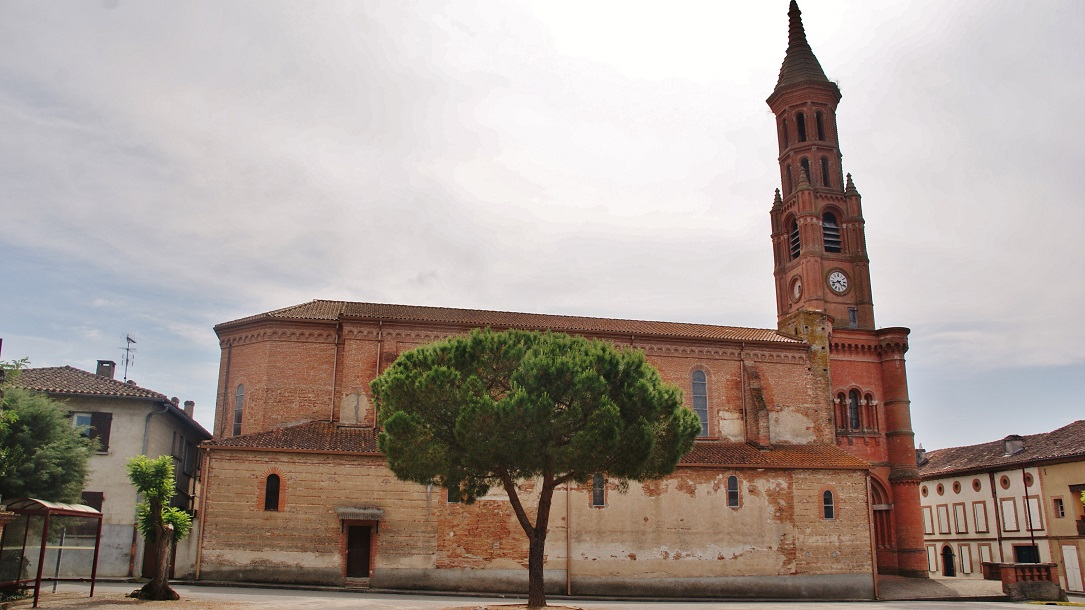
Pfarrkirche Saint-Martin

| 1962                       | 1968 | 1975 | 1982 | 1990 | 1999 | 2006 | 2018 |
| 854                        | 877  | 858  | 850  | 884  | 890  | 1006 | 1343 |
| Quellen: Cassini und INSEE |      |      |      |      |      |      |      |

## Sehenswürdigkeiten
- Die 1561 zerstörte Pfarrkirche Saint-Martin wurde im 17. Jahrhundert wieder aufgebaut. Um 1860 wurde das Gebäude um den heutigen Chor erweitert. Die Vorhalle unter dem Glockenturm wurde zwischen 1863 und 1895 erbaut.
- Die protestantische Kirche im Weiler Temple wurde gegen 1833 errichtet.
- Das Wohngebäude des Schlosses im Weiler Pech stammt vermutlich aus dem 18. Jahrhundert. Nach 1836 wurde es umgebaut und die Kapelle angebaut, während die Nebengebäude und landwirtschaftlichen Teile komplett neu gebaut wurden.